# Chiese della Comunità Alta Valsugana e Bersntol
Questa voce include tutte le chiese cristiane situate entro i confini della Comunità Alta Valsugana e Bersntol, nella provincia autonoma di Trento.
Gli edifici sono elencati in liste suddivise per comune; includono oltre cento chiese consacrate (sebbene non tutte officiate regolarmente), a cui si aggiungono quasi quaranta cappelle e alcuni edifici sconsacrati, abbandonati o non più esistenti. Gli edifici di culto consacrati appartengono tutti alla confessione cattolica e fanno parte dell'arcidiocesi di Trento.

## Comune di Altopiano della Vigolana
| Esterno                                                                             | Interno                                                                              | Nome                                             | Periodo storico                                       | Ubicazione                                                       | Informazioni |
| ----------------------------------------------------------------------------------- | ------------------------------------------------------------------------------------ | ------------------------------------------------ | ----------------------------------------------------- | ---------------------------------------------------------------- | --- |
| Vigolo Vattaro (Altopiano della Vigolana, Trentino) - Chiesa di San Giorgio         | Vigolo Vattaro (Altopiano della Vigolana, Trentino), chiesa di San Giorgio - Interno | Chiesa di San Giorgio                            | Citata XIV secolo, edificio odierno XVI secolo        | Vigolo Vattaro, via Roma 46°00′19.2″N 11°11′41.6″E               | Parrocchiale. Una chiesa dedicata a San Giorgio, posta circa nello stesso luogo dell'attuale, è documentata nel 1368. L'edificio venne ricostruito tra il 1542 e il 1571; nel XVIII secolo vennero aggiunti il campanile (1709-10) e le cappelle laterali (1736-39); un ulteriore ampliamento si ebbe nel 1851-65. |
| Santuario della Beata Maria Vergine del Feles a Bosentino, Altopiano della Vigolana | Santuario della Madonna del Feles, interno                                           | Santuario della Beata Maria Vergine del Feles    | Fondato XV-XVII secolo, edificio odierno XVIII secolo | Bosentino, via al Castello 46°00′17.2″N 11°12′45.7″E             | Una capitello votivo sul sito esisteva forse nel XV o nel XVII secolo, protetto da una capanna in legno. Esso venne inglobato in un edificio realizzato tra il 1720 e il 1745, e venne ampliato col portico, il campanile e la sagrestia nel 1931-33. |
|                                                                                     |                                                                                      | Chiesa della Madonna delle Nevi                  | XX secolo                                             | Malga Derocca 45°58′47.1″N 11°10′08.7″E                          | Costruita nel 1958, situata a 1636 metri di quota. |
|                                                                                     |                                                                                      | Chiesa di San Martino                            | Citata XIV secolo, edificio odierno XVI secolo        | Vattaro, via San Martino, 65 45°59′35.82″N 11°13′29.91″E         | Parrocchiale. Citata per la prima volta nel 1370, venne ricostruita tra il 1547 e il 1585; nel Settecento vi furono vari interventi (ampliamento del presbiterio, costruzione della sagrestia e riedificazione del campanile), mentre nel 1832-36 venne ampliata la navata e rifatta la facciata. Interventi al campanile si resero necessari a seguito di un fulmine nel 1838 e poi ancora nel 1911. È parrocchiale dal 1919. |
|                                                                                     |                                                                                      | Chiesa di San Nicolò                             | Citata XIV secolo                                     | Centa San Nicolò, via San Rocco 45°58′04.3″N 11°13′55.7″E        | Citata nel 1390. Gran parte dell'edificio venne abbattuto nel 1864, dopo la costruzione della nuova chiesa omonima di fronte; ne venne lasciato in piedi solo l'abside, che costituisce la struttura attuale (oltre al campanile, che risulta isolato in mezzo alle due chiese). |
|                                                                                     |                                                                                      | Chiesa di San Nicolò                             | XIX secolo                                            | Centa San Nicolò, via San Rocco 45°58′05.31″N 11°13′54.09″E      | Parrocchiale. Costruita tra il 1857 e il 1859, andò a sostituire la precedente chiesa omonima situata di fronte. L'elevazione a parrocchiale è del 1919. |
|                                                                                     |                                                                                      | Chiesa del Patrocinio di San Giuseppe            | Fondata XVII secolo, edificio odierno XIX secolo      | Bosentino, via alla Chiesa 46°00′08.6″N 11°13′26.8″E             | Parrocchiale. La chiesa venne edificata tra il 1664 e il 1674, ed era in origine dedicata alla Madonna e ai santi Giuseppe e Rocco; questo primo edificio venne quasi completamente ricostruito nel 1889-93, mantenendo il presbiterio e l'abside originali. È parrocchiale dal 1956. |
|                                                                                     |                                                                                      | Chiesa di San Rocco                              | Citata XVI secolo, edificio odierno XVII secolo       | Vattaro, via San Martino 45°59′36.56″N 11°13′12.65″E             | Una cappella è citata nel 1585; l'edificio odierno venne edificato nel 1683-86 per volontà della famiglia Bortolazzi; nel 1920 è stata acquistata dal Comune. |
|                                                                                     |                                                                                      | Chiesa di San Rocco, o di San Rocco all'Ospitale | Citata XVI secolo                                     | Vigolo Vattaro, via Giuseppe Garibaldi 46°00′17.6″N 11°11′51.1″E | Citata nel 1533, era legata ad un antico ospedale di passo (l'edificio adiacente, che ora ospita la biblioteca comunale e su cui è posto il campanile a vela). |
|                                                                                     |                                                                                      | Chiesa del Sacro Cuore di Gesù                   | XX secolo                                             | Campregheri 45°59′00.7″N 11°14′21.5″E                            | Ricavata da un preesistente edificio di proprietà della famiglia Tecilla; la costruzione iniziò 1909 e terminò, a causa della prima guerra mondiale, solo nel 1927. |
| Cappelle                                                                            |                                                                                      |                                                  |                                                       |                                                                  | |
|                                                                                     |                                                                                      | Cappella dell'Annunziata                         | XX secolo                                             | Vattaro, via San Martino 45°59′33.1″N 11°13′22.3″E               | Edificata nel 1931. |
|                                                                                     |                                                                                      | Cappella del Crocifisso                          | XX secolo                                             | Migazzone, via Luigi Bonazza 46°00′11″N 11°13′35.2″E             | Costruita nel 1933-34. |
|                                                                                     |                                                                                      | Cappella del Crocifisso                          | XX secolo                                             | Centa San Nicolò, via Municipio 45°58′13″N 11°14′05″E            | Cappella cimiteriale, eretta nel 1921. |
|                                                                                     |                                                                                      | Cappella dell'Immacolata                         | XX secolo                                             | Vigolo Vattaro, via al Castello 46°00′20.7″N 11°12′19.2″E        | Cappella della casa di riposo "Casa Santa Maria", benedetta nel 1966. |
|                                                                                     |                                                                                      | Cappella della Madonna Addolorata                | XX secolo                                             | Sadleri 45°57′12.1″N 11°13′06.8″E                                | Eretta nel 1943. |
|                                                                                     |                                                                                      | Cappella della Madonna del Rosario               | XX secolo                                             | Frisanchi 45°58′06.6″N 11°13′14.6″E                              | Attestata nel 1907. |
|                                                                                     |                                                                                      | Cappella della Santa Croce                       | XIX secolo                                            | Vigolo Vattaro, via Roma 46°00′21.4″N 11°11′38.1″E               | Cappella cimiteriale, benedetta nel 1844. |
| Chiese sconsacrate                                                                  |                                                                                      |                                                  |                                                       |                                                                  | |
|                                                                                     |                                                                                      | Chiesa del Redentore                             | XVIII secolo                                          | Vigolo Vattaro, via 21 aprile 46°00′19.2″N 11°12′02.8″E          | Costruita nel 1751-59 per volontà della famiglia Siciliani-Gentilotti, come oratorio privato. Venne sconsacrata nel 1885, adibita a fienile e subì un periodo di degrado fino al restauro nel 1981; ora è di proprietà del Comune, ed è destinata principalmente ad eventi culturali. |

## Comune di Baselga di Piné
| Esterno  | Interno | Nome | Periodo storico                                    | Ubicazione                                                      | Informazioni |
| -------- | ------- | --- | -------------------------------------------------- | --------------------------------------------------------------- | --- |
|          |         | Chiesa degli Angeli Custodi                                                                                            | XVIII secolo                                       | Ricaldo, via degli Angeli Custodi 46°08′14.1″N 11°14′55.4″E     | Costruita tra 1714, anno della licenza vescovile di erezione, e il 1729, anno di una visita pastorale alla chiesetta; il campanile venne aggiunto nel 1922. |
|          |         | Chiesa di Sant'Anna, o santuario della Comparsa                                                                        | Citata XVII secolo, edificio odierno XVIII secolo  | Montagnaga, piazza del Santuario 46°05′55.5″N 11°14′11.5″E      | Parrocchiale. Citata nel 1648; riedificata tra il 1730 e il 1743 a seguito delle apparizioni della Madonna di Piné, poi ampliata nel 1877-80. È parrocchiale dal 1919. |
|          |         | Chiesa di Sant'Antonio di Padova                                                                                       | Fondata XVII secolo, edificio odierno XVIII secolo | Rizzolaga 46°08′56.6″N 11°15′56.9″E                             | Costruita originariamente nel XVII secolo, poi riedificata nel 1780-85; il campanile venne aggiunto all'inizio del Novecento. È stata parrocchiale dal 1954, fino alla costruzione della nuova chiesa omonima. |
|          |         | Chiesa di Sant'Antonio di Padova, o di Santa Maria Regina Mundi                                                        | XX secolo                                          | Rizzolaga 46°08′51.5″N 11°15′50.6″E                             | Parrocchiale. Eretta e consacrata nel 1956, ha sostituito la preesistente chiesa omonima. |
|          |         | Chiesa (o cappella) dell'Ausiliatrice, o della Madonna dell'Aiuto                                                      | XX secolo                                          | Grill 46°06′30.7″N 11°14′22.6″E                                 | La struttura venne eretta tra il 1852 e il 1857. |
|          |         | Chiesa di San Giovanni Nepomuceno                                                                                      | XX secolo                                          | Cané 46°07′04.2″N 11°15′41.8″E                                  | Costruita nel 1900. |
|          |         | Chiesa di Santa Giuliana                                                                                               | Citata XVII secolo                                 | Sternigo, piazza di Santa Giuliana 46°08′26.8″N 11°15′11.9″E    | È citata per la prima volta nel 1673. Venne ampliata nel 1785, mentre nel 1932 venne demolito l'abside originale, e nel 1946 venne eretto il campanile. |
|          |         | Chiesa di San Giuseppe                                                                                                 | XVII secolo                                        | Vigo 46°07′37.4″N 11°14′27.7″E                                  | Venne costruita intorno al 1650; nell'Ottocento venne rialzato il campanile. |
|          |         | Chiesa (o cappella) dell'Immacolata                                                                                    | XX secolo                                          | Bernardi, via dei Bernardi 46°06′04.68″N 11°14′02.44″E          | Costruita verso il 1919. |
|          |         | Chiesa di Santa Lucia                                                                                                  | XVIII secolo                                       | Tressilla 46°07′46.8″N 11°14′05.4″E                             | Eretta tra il 1700 e il 1710, poi ampliata nel 1836-40. |
|          |         | Chiesa di Santa Maria Assunta, o dell'Assunzione                                                                       | Citata XIII secolo, edificio odierno XV secolo     | Baselga di Piné, via della Pieve 46°07′58″N 11°14′33.6″E        | Antica pieve di Piné, citata con certezza nel 1220; questo primo edificio venne demolito e ricostruito nel XV secolo. Un ampliamento si ebbe intorno al 1535, e poi ancora verso il 1729-43. Dopo la costruzione della nuova parrocchiale omonima, subì un periodo di degrado terminato solo con dei lavori di ridimensionamento e ristrutturazione nel 1922-25, al qual punto venne però adibita ad usi bellici o civili fino alla riapertura al culto nell'ultimo quarto del Novecento. |
|          |         | Chiesa di Santa Maria Assunta                                                                                          | XX secolo                                          | Baselga di Piné, via Guglielmo Marconi 46°07′54″N 11°14′37.9″E  | Parrocchiale. Costruita nel 1903-08 (alcuni lavori si protrassero fino al 1946), è andata a sostituire la vecchia chiesa pievana omonima. |
|          |         | Chiesa (o cappella) di Santa Maria Assunta                                                                             | XIX secolo                                         | Valt, via IV novembre 46°06′21.96″N 11°14′09.02″E               | Benedetta nel 1885. |
|          |         | Chiesa di San Mauro | Citata XIII secolo, edificio odierno XV secolo     | San Mauro 46°07′28.7″N 11°13′17.7″E                             | Antica chiesa pievana, citata nel 1242; questo primo edificio venne quasi interamente ricostruito intorno al 1443, e poi ampliato nel 1500-02 e ancora tra il 1530 e il 1580. |
|          |         | Chiesa di San Rocco | Citata XVI secolo, edificio odierno XX secolo      | Miola, via della Chiesa 46°07′37.7″N 11°14′49.3″E               | Parrocchiale. La chiesa è citata per la prima volta nel 1537, e venne ampliata nel 1580-85. Nel 1912-13 fu costruita la nuova chiesa, inglobando la precedente che venne riconvertita in sagrestia e cappella feriale. |
|          |         | Chiesa della Santissima Trinità                                                                                        | Citata XVII secolo, edificio odierno XIX secolo    | Faida 46°06′34.7″N 11°15′06″E                                   | Parrocchiale. Una prima chiesa è citata nel 1673; essa venne ricostruita tra il 1857 e il 1861. L'elevazione a parrocchia è del 1963. |
| Cappelle |         | |                                                    |                                                                 | |
|          |         | Cappella delle Anime del Purgatorio, o capitello delle Anime                                                           | XX secolo                                          | Baselga di Piné, corso Roma 46°07′55.1″N 11°14′36″E             | Risalente agli inizi del Novecento. |
|          |         | Cappella di Cristo Re                                                                                                  | XX secolo                                          | Erla 46°06′05.82″N 11°14′14.21″E                                | Costruita nel 1938. |
|          |         | Cappella della Madonna                                                                                                 | XIX secolo                                         | Puel 46°05′39.18″N 11°13′48.49″E                                | Costruita come ex-voto dopo l'epidemia di colera del 1836. |
|          |         | Cappella della Madonna dell'Aiuto, o della Madonna Ausiliatrice                                                        | XIX secolo                                         | Ferrari 46°07′23.3″N 11°14′03.6″E                               | Costruita nel 1836, plausibilmente come ex voto per l'epidemia di colera di quegli anni. |
|          |         | Cappella della Madonna di Loreto                                                                                       |                                                    | Tressilla, piazzetta della Madonna Nera 46°07′48″N 11°14′04.3″E | |
|          |         | Cappella di San Rocco, o dei Santi Rocco e Giuliana della Madonna di Caravaggio, o dei Santi Rocco, Sebastiano e Lucia | XIX secolo                                         | Tressilla, via delle Segherie 46°07′44.3″N 11°14′11.4″E         | Eretta nel 1837 come ex voto per l'epidemia di colera degli anni precedenti (la notizia secondo cui sarebbe documentata già dal 1724 è infondata). Popolarmente detta cappella (o capitello) "di San Rocco", la struttura venne in realtà cointitolata a san Rocco, santa Giuliana e alla Madonna di Caravaggio, titolari rispettivamente delle chiese di Miola, Sternigo e Montagnaga, che compaiono sulla pala d'altare assieme a san Sebastiano; la presenza di questo santo, insieme con l'errata convinzione popolare che la santa raffigurata fosse Lucia e non Giuliana, ha dato origine all'intitolazione alternativa ai "Santi Rocco, Sebastiano e Lucia", raccolta tra l'altro anche da Gorfer. |

## Comune di Bedollo
| Esterno  | Interno | Nome                                                               | Periodo storico                                   | Ubicazione                                              | Informazioni |
| -------- | ------- | ------------------------------------------------------------------ | ------------------------------------------------- | ------------------------------------------------------- | --- |
|          |         | Chiesa della Madonna del Buon Consiglio                            | Fondata XVIII secolo, edificio odierno XX secolo  | Brusago, via G. Prati 46°10′58.5″N 11°19′33″E           | Parrocchiale. Una prima chiesa a Brusago venne costruita tra il 1766 e il 1773; essa venne demolita e ricostruita nelle forme attuali nel 1954-56. L'elevazione a parrocchia è del 1969. |
|          |         | Chiesa della Madonna delle Grazie                                  | XIX secolo                                        | Regnana 46°09′14.2″N 11°18′35.5″E                       | Parrocchiale. Costruita nel 1844-45. |
|          |         | Chiesa della Natività di Maria                                     | Fondata XVII secolo, edificio odierno XIX secolo  | Piazze, via Guglielmo Marconi 46°09′34″N 11°17′25″E     | Parrocchiale. Una prima chiesa a Piazze, dedicata a san Leonardo, venne eretta nel 1697; questa venne sostituita dalla chiesa attuale, con nuova intitolazione, nel 1856. |
|          |         | Chiesa di Sant'Osvaldo                                             | Citata XIII secolo, edificio odierno XVIII secolo | Bedollo, via G. Bresadola 46°09′50.7″N 11°18′03.1″E     | Parrocchiale. Una cappella dedicata a sant'Osvaldo a Bedollo è citata nel 1299; essa venne sostituita da una chiesa nel XVI secolo, che venne ampliata nel 1711 e poi ricostruita entro il 1783.                                                                                            |
| Cappelle |         |                                                                    |                                                   |                                                         | |
|          |         | Cappella di Sant'Ambrogio                                          | XX secolo                                         | Piazze, via Guglielmo Marconi 46°09′34.2″N 11°17′27.2″E | Cappella votiva cimiteriale contenente una reliquia di sant'Ambrogio, eretta per volontà di Vittoria Pangrazzi in memoria del marito Giacomo Ambrosi (defunto nel 1960). |
|          |         | Cappella del Crocifisso, o "cappella del Bepone"                   | XIX secolo                                        | Bedollo, via Caduti 46°09′51.9″N 11°18′05.6″E           | Cappella cimiteriale, costruita nel 1860. Il nome di "cappella del Bepone" è dovuto ad una tradizione secondo cui venne realizzata con le offerte raccolte da un cieco di nome Giuseppe ("Beppone") Casagrande, ma probabilmente quella storia è riferita da una differente edicola votiva. |
|          |         | Cappella della Madonna dei Sette Dolori                            | XIX secolo                                        | Laite 46°10′10.49″N 11°17′15.61″E                       | Costruita tra il 1847 e il 1887; è l'unica struttura ancora in piedi del paese di Laite, altrimenti ridotto in ruderi e divorato dal bosco. |
|          |         | Cappella della Beata Maria Vergine del Rosario, o cappella del Pec | Fondata XIX secolo, edificio odierno XX secolo    | Svaldi, via Pec 46°10′12.1″N 11°18′04.9″E               | Costruita nel 1862, come ex-voto a seguito dell'epidemia di colera del 1855, al posto di una preesistente edicola votiva; è stata poi riedificata nel 1928. |
|          |         | Cappella della Santissima Trinità                                  | XIX secolo                                        | Varda, via Santissima Trinità 46°09′35.7″N 11°17′45″E   | Cappella edificata nel 1855, ex voto per il colera. |

## Comune di Calceranica al Lago
| Esterno | Interno | Nome                                         | Periodo storico                                | Ubicazione                                                         | Informazioni |
| ------- | ------- | -------------------------------------------- | ---------------------------------------------- | ------------------------------------------------------------------ | --- |
|         |         | Chiesa di Sant'Ermete                        | Citata XIV secolo                              | Calceranica al Lago, via Gustavo Ferrari 46°00′17.9″N 11°14′27.5″E | Citata per la prima volta nel 1346, ma forse antecedente anche di vari secoli. Da allora ha subito solo un rimaneggiamento degno di nota, nel 1512.                                                                |
|         |         | Chiesa di Santa Maria Assunta                | Fondata XI secolo, edificio odierno XVI secolo | Calceranica al Lago, via don E. Angeli 46°00′13.9″N 11°14′21.2″E   | Antica chiesa pievana, fondata probabilmente nell'XI secolo. Venne riedificata nel 1208, e poi ancora nel 1537; da allora ha subito diversi restauri, anche importanti, e la ricostruzione del campanile nel 1660. |
|         |         | Chiesa della Beata Maria Vergine del Rosario | XX secolo                                      | Calceranica al Lago, piazza Graziadei 46°00′16.1″N 11°14′32.2″E    | Parrocchiale. Edificata nel 1968-69. |

## Comune di Caldonazzo
| Esterno  | Interno | Nome                    | Periodo storico                                  | Ubicazione                                                  | Informazioni |
| -------- | ------- | ----------------------- | ------------------------------------------------ | ----------------------------------------------------------- | --- |
|          |         | Chiesa di San Sisto     | Citata XIV secolo, edificio odierno XVIII secolo | Caldonazzo, via della Polla 45°59′23.78″N 11°15′51.73″E     | Parrocchiale. L'esistenza di una chiesa o cappella dedicata a san Sisto è attestata nel Trecento; nel Seicento esisteva una chiesa che venne sottoposta a diversi restauri e ampliamenti, e in gran parte ricostruita tra il 1711 e il 1722; un nuovo ampliamento si ebbe nel 1835-38. |
|          |         | Chiesa di San Valentino | Citata XIII secolo                               | Località isolata sopra a Brenta 46°00′22.14″N 11°16′41.74″E | Citata nel 1259, sorgeva allora nei pressi del Castel Brenta, poi distrutto. Venne ampliata nel 1528 e nel 1626. |
| Cappelle |         |                         |                                                  |                                                             | |
|          |         | Cappella del Crocifisso | XX secolo                                        | Caldonazzo, via della Polla 45°59′22.9″N 11°15′57.18″E      | Cappella cimiteriale, eretta nel 1932. |
|          |         | Cappella di San Rocco   | Citata XVII secolo, edificio odierno XIX secolo  | Monte Rovere 45°57′38.2″N 11°17′49.8″E                      | Una cappella nella zona, adiacente ad un ospizio per viandanti, sorgeva già nel XVII secolo; quella odierna venne costruita nel 1844. |

## Comune di Civezzano
| Esterno  | Interno | Nome                                                   | Periodo storico                                   | Ubicazione                                                        | Informazioni |
| -------- | ------- | ------------------------------------------------------ | ------------------------------------------------- | ----------------------------------------------------------------- | --- |
|          |         | Chiesa dell'Addolorata                                 | XIX secolo                                        | Bampi 46°05′38″N 11°11′33.5″E                                     | Costruita tra il 1855 e il 57, a seguito dell'epidemia di colera del 1855. |
|          |         | Chiesa di Sant'Agnese                                  | Citata XVI secolo, edificio odierno XIX secolo    | Sant'Agnese 46°06′23.6″N 11°11′02.6″E                             | Parrocchiale. Citata per la prima volta nel 1537, l'edificio odierno venne edificato nel 1889-90. |
|          |         | Chiesa di Sant'Andrea                                  | XVI secolo                                        | Magnago 46°05′50.1″N 11°10′08.3″E                                 | Edificata probabilmente nel XVI secolo, la prima citazione è del 1697. |
|          |         | Chiesa (o cappella) di Sant'Antonio di Padova          | Citata XVII secolo                                | Roveré 46°05′26″N 11°11′34.7″E                                    | Documentata nel 1627 con dedicazione a san Giuseppe; l'intitolazione a sant'Antonio è attestata almeno dal 1908-09. |
|          |         | Chiesa di Sant'Apollonia                               | Fondata XVII secolo, edificio odierno XIX secolo  | Bosco, via di Santa Apollonia 46°06′42″N 11°10′16.8″E             | Parrocchiale. Una prima chiesa venne eretta nel 1673 al posto di una preesistente edicola dedicata a Santa Maria ad Nives, da cui ereditò l'intitolazione; venne poi riedificata nel 1864, con dedicazione a sant'Apollonia. |
|          |         | Chiesa di San Giovanni Battista                        | Citata XIII secolo, edificio odierno XVI secolo   | Barbaniga, via di San Giovanni Battista 46°06′05.6″N 11°11′06.3″E | Una prima chiesa nella zona, aggregata ad un convento agostiniano, è attestata tra il 1225 e il 1273; essa venne ricostruita nel XVI secolo. |
|          |         | Chiesa di Santa Lucia                                  | XVIII secolo                                      | Torchio 46°05′27.9″N 11°11′52.8″E                                 | Costruita nel 1739. |
|          |         | Chiesa di Santa Maria Assunta                          | Documentata V secolo, edificio odierno XVI secolo | Civezzano, via Alcide De Gasperi 46°05′25.7″N 11°10′57.6″E        | Parrocchiale. Antica chiesa pievana; la data di fondazione è ignota, ma un primo luogo di culto era già esistente nel V secolo, e venne ampliato in epoca carolingia e ulteriormente rimaneggiato in epoca romanica. La struttura venne ricostruita nel tra il 1522 e il 1537, perché cadente e incapace di gestire un importante flusso di pellegrini dovuto ad una presunta immagine miracolosa della Madonna. |
|          |         | Chiesa dei Santi Rocco e Volfango                      | XV secolo                                         | Orzano 46°05′42.6″N 11°10′40.1″E                                  | Costruita probabilmente nell'ultimo quarto del XV secolo, comunque entro il 1491. |
|          |         | Chiesa di San Sabino                                   | Citata XIII secolo, edificio odierno XVI secolo   | Seregnano 46°05′41″N 11°12′02.2″E                                 | Parrocchiale. Citata nel 1244, venne ricostruita nel XVI secolo e ampliata nel 1609. |
|          |         | Chiesa di San Valentino                                | Citata XIII secolo, edificio odierno XVI secolo   | Garzano 46°05′51.7″N 11°10′59.9″E                                 | Citata nel 1266, all'epoca dedicata a san Michele; venne riedificata, e intitolata a san Valentino, nel 1537. |
| Cappelle |         |                                                        |                                                   |                                                                   | |
|          |         | Cappella dell'Addolorata, o cappella della Pietà       | XIX secolo                                        | Civezzano, via alla Madonnina 46°05′05.3″N 11°10′45.7″E           | La cappella sorse nel 1855, come ex voto a seguito dell'epidemia di colera di quell'anno, non distante da una preesistente edicola votiva eretta nel 1701. L'edificio venne ampliato nel 1887 con l'allungamento dell'aula e l'aggiunta del campaniletto, e ulteriormente nel 1910-11 con la sagrestia. |
|          |         | Cappella del Crocifisso                                | XX secolo                                         | Civezzano, via Alcide De Gasperi 46°05′31″N 11°10′57.9″E          | Cappella cimiteriale, eretta nel 1926. |
|          |         | Cappella della Madonna Addolorata                      | XIX secolo                                        | Penedallo 46°06′04.1″N 11°11′33.7″E                               | Edificata nel 1836. |
|          |         | Cappella della Madonna di Loreto, o della Madonna Nera |                                                   | Torchio, via della Madonna Nera 46°05′28.6″N 11°11′51.3″E         | |
|          |         | Cappella della Madonna di Lourdes                      |                                                   | Cogatti 46°05′40.8″N 11°11′52.7″E                                 | |

## Comune di Fierozzo
| Esterno                        | Interno | Nome                                                      | Periodo storico                                   | Ubicazione                                              | Informazioni |
| ------------------------------ | ------- | --------------------------------------------------------- | ------------------------------------------------- | ------------------------------------------------------- | --- |
|                                |         | Chiesa di San Felice da Nola                              | Fondata XVIII secolo, edificio odierno XIX secolo | San Felice 46°06′43.5″N 11°19′06.8″E                    | Parrocchiale. Costruita nel 1726-27, poi riedificata nel 1887-95. |
|                                |         | Chiesa di San Francesco da Paola                          | XVII secolo                                       | Oubernroudler 46°06′22.7″N 11°18′39.2″E                 | Citata per la prima volta nel 1696, detta allora "di recente costruzione". È stata parrocchiale dal 1959 fino alla costruzione della nuova chiesa di Fierozzo-San Francesco. |
|                                |         | Chiesa della Madonna Ausiliatrice e di San Giovanni Bosco | XX secolo                                         | San Francesco 46°06′02.6″N 11°18′38.6″E                 | Parrocchiale. Costruita tra il 1948 e il 1966. |
| Cappelle                       |         |                                                           |                                                   |                                                         | |
|                                |         | Cappella (o capitello) del Sacro Cuore                    | XX secolo                                         | Maso Slomp 46°07′00.4″N 11°19′57.31″E                   | Edificata nel 1929, a scioglimento di un voto fatto dalla famiglia Oberosler per il ritorno di un figlio dalla prima guerra mondiale; nell'altare vennero murate le reliquie prima contenute nella chiesa di San Lorenzo. |
|                                |         | Cappella militare o Feldkapelle                           | Fondata XIX secolo, edificio odierno XX secolo    | Val Cava, sentiero SAT E371 46°06′08.17″N 11°21′58.14″E | Cappella lignea situata a 1.844 metri di altitudine. L'originale fu costruita nel 1915, durante la prima guerra mondiale, dal battaglione austriaco Reutte II, sotto la supervisione del cappellano militare padre Raimund Zolbl; quella odierna è una replica eretta dal gruppo ANA di Fierozzo nel 2000. |
| Chiese sconsacrate o scomparse |         |                                                           |                                                   |                                                         | |
|                                |         | Chiesa di San Lorenzo                                     | Fondata XIX secolo                                | Dossalt 46°06′35.86″N 11°19′34.95″E                     | Edificata agli inizi del Trecento e probabilmente ampliata già nei primi tempi. Conobbe il suo massimo splendore tra il Seicento e il Settecento, dopodiché la sua importanza calò e venne infine abbandonata. Già negli anni sessanta l'edificio era ridotto a un rudere, ed è ora seminascosto nel bosco; ne sopravvive in alzato solo parte del campanile, mentre del resto è visibile la base delle mura perimetrali. |

## Comune di Fornace
| Esterno | Interno | Nome                                        | Periodo storico                                | Ubicazione                                             | Informazioni |
| ------- | ------- | ------------------------------------------- | ---------------------------------------------- | ------------------------------------------------------ | --- |
|         |         | Chiesa di Sant'Antonio di Padova            | Citata XII secolo, edificio odierno XVI secolo | Fornace, via dei Ferari 46°06′54″N 11°12′18.5″E        | Una prima chiesa, intitolata a San Martino, è documentata nel 1160; venne riedificata nel 1522, e il secondo edificio venne ampliato nel 1822. Nel 1853, complice la costruzione della nuova parrocchiale di San Martino, questa chiesa venne reintitolata a sant'Antonio di Padova, e ridotta a sussidiaria. |
|         |         | Chiesa di San Martino                       | XIX secolo                                     | Fornace, via dei Mori 46°07′03.1″N 11°12′21.7″E        | Parrocchiale. Costruita nel 1856-58 per sostituire la preesistente chiesetta di Sant'Antonio di Padova; nel 1905 venne aggiunto il campanile. |
|         |         | Chiesa di San Rocco, o di San Rocco in Agro | XVII secolo                                    | Fornace, via dei Sabbioni, 1 46°07′10.9″N 11°12′39.1″E | Costruita nel XVII secolo per volontà della famiglia Roccabruna, forse in memoria dell'epidemia di peste del 1630. |
|         |         | Chiesa di Santo Stefano                     | Citata XIII secolo, edificio odierno XV secolo | Santo Stefano 46°07′51.5″N 11°12′56.7″E                | È citata nel 1232 con dedicazione a san Cipriano; venne ricostruita alla fine del XV secolo, e nel 1502 venne consacrata e ridedicata a santo Stefano. |

## Comune di Frassilongo
| Esterno | Interno | Nome                            | Periodo storico | Ubicazione                                            | Informazioni                                                                            |
| ------- | ------- | ------------------------------- | --------------- | ----------------------------------------------------- | --------------------------------------------------------------------------------------- |
|         |         | Chiesa della Madonna della Pace | XX secolo       | Kamauz 46°04′29.3″N 11°18′07.1″E                      | Costruita nel 1983.                                                                     |
|         |         | Chiesa di San Romedio           | XVIII secolo    | Roveda, via Giovanni Roveda 46°04′05.5″N 11°17′55.9″E | Parrocchiale. Costruita nel 1727-28, poi ampliata nel 1890.                             |
|         |         | Chiesa di Sant'Udalrico         | XVI secolo      | Frassilongo 46°05′20″N 11°17′48″E                     | Citata nel 1520, probabilmente costruita pochi anni prima; venne poi ampliata nel 1758. |
|         |         | Chiesa di Sant'Udalrico         | XX secolo       | Frassilongo 46°05′21.2″N 11°17′50″E                   | Parrocchiale. Costruita nel 1904-08 a poca distanza dalla vecchia chiesa omonima.       |

## Comune di Levico Terme
| Esterno                                     | Interno | Nome                                                     | Periodo storico                                      | Ubicazione                                                          | Informazioni |
| ------------------------------------------- | ------- | -------------------------------------------------------- | ---------------------------------------------------- | ------------------------------------------------------------------- | --- |
|                                             |         | Chiesa di San Biagio, o di San Biagio in Colle           | Fondata VII-X secolo                                 | Levico Terme 46°01′01.7″N 11°17′12.52″E                             | Un luogo di culto esisteva sul posto già tra il VII e il X secolo; questo venne ampliato tra il 1056 e il 1125, poi di nuovo tra il 1178 e il 1329, e ancora nel 1506. La chiesa fu abitata da eremiti dal XVII secolo fino al 1767. |
|                                             |         | Chiesa dei Santi Fabiano e Sebastiano                    | Documentata XV secolo, edificio odierno XVIII secolo | Selva, via dei Santi Fabiano e Sebastiano 46°00′54.4″N 11°19′06.6″E | Parrocchiale. Citata per la prima volta nel 1506, ma esistente già nel XV secolo. Venne ricostruita tra il 1687 e il 1700. |
|                                             |         | Chiesa di San Giovanni Battista                          | Citata XVII secolo, edificio odierno XX secolo       | Passo Vezzena 45°57′29.2″N 11°19′41.4″E                             | Una cappella dedicata a san Giovanni Battista esisteva presso la chiesa di Santa Zita, documentata sin dal 1660, e venne demolita nel 1915 per ragioni di ordine militare durante la prima guerra mondiale. La chiesa odierna, che sorge ad oltre un chilometro di distanza, è stata costruita nel 1942. |
|                                             |         | Chiesa di Santa Giuliana                                 | Citata XV secolo, edificio odierno XX secolo         | Santa Giuliana, via delle Valli 45°59′26.3″N 11°18′54.5″E           | Parrocchiale. Una chiesa dedicata a santa Giuliana è documentata, lungo il corso del Brenta più a valle, dal 1467; dopo varie vicissitudini, venne soppressa nel 1786; la chiesa attuale è stata costruita nel 1929. |
|                                             |         | Chiesa della Madonna del Pezzo                           | Fondata XVII secolo, edificio odierno XVIII secolo   | Levico Terme, viale Rovigo 46°00′33.09″N 11°18′32.89″E              | Costruita tra il 1612 e il 1625, inglobando una preesistente edicola votiva con un'immagine della Madonna ritenuta miracolosa; questa prima chiesa venne demolita nel 1784-86 per far posto al nuovo cimitero, e ricostruita a poca distanza. In tale occasione prese il nome di "Madonna del Pezzo", per via di alcuni abeti ("pezzi") poco distanti. |
|                                             |         | Chiesa della Beata Maria Vergine della Neve              | Fondata XIX secolo, edificio odierno XX secolo       | Vetriolo 46°02′30.6″N 11°18′34″E                                    | Una prima chiesa, intitolata alla Madonna della Neve e a san Domenico, sorse a Vetriolo nel 1810; essa venne ricostruita nel 1889-90, e poi di nuovo nel 1935-40. |
|                                             |         | Chiesa di San Maurizio                                   | XX secolo                                            | Località Bocheto 46°01′46.9″N 11°19′58.2″E                          | Inaugurata dall'ANA di Levico negli anni sessanta. |
|                                             |         | Chiesa del Santissimo Redentore                          | XIX secolo                                           | Levico Terme, piazza della Chiesa 46°00′43″N 11°18′06″E             | Parrocchiale. Sorta nel 1871-76, andò a sostituire l'antica chiesa dei Santi Vittore e Corona. |
|                                             |         | Chiesa di San Taddeo                                     | XIX secolo                                           | Barco, via di San Taddeo 46°00′16.36″N 11°20′09.47″E                | Parrocchiale. Costruita nel 1858-59, e intitolata a san Taddeo in onore del principale benefattore, Taddeo de Tonelli. Nel 1909-11 venne aggiunto il campanile. |
|                                             |         | Chiesa di San Valentino                                  | Citata XIII secolo                                   | Levico Terme 46°00′43.2″N 11°18′04″E                                | Edificata nel 1545 come parte dell'ospitale nel quale è incorporata; nel periodo della peste del 1575 era nota anche come chiesa dei Santi Lazzaro e Marta (ai quali era dedicato l'ospitale stesso). |
|                                             |         | Chiesa di Santa Zita                                     | Fondata XX secolo, edificio odierno XXI secolo       | Passo Vezzena 45°57′10.9″N 11°20′41.8″E                             | Un'edicola dedicata a santa Zita è attestata sul passo, a poca distanza dalla chiesa odierna, nel 1660, che venne demolita per esigenze militari nel 1915. L'area fu poi adibita a cimitero militare, e nel 1917 venne quindi edificata una cappella dedicata a santa Zita (in onore di Zita di Borbone-Parma). La struttura cadde in disuso subito dopo la fine del conflitto mondiale, e anche il cimitero venne spostato nel 1922, quindi la cappella venne demolita nel 1946-48. Venne ricostruita, con aspetto simile, nel 2007-08, grazie alla collaborazione dell'ANA di Trento e della Croce Nera d'Austria. |
| Cappelle                                    |         |                                                          |                                                      |                                                                     | |
|                                             |         | Cappella di San Pietro in Vincoli, o "cesotta dei baiti" | XIX secolo                                           | loc. Prati di Monte 46°02′04.2″N 11°20′12.9″E                       | Eretta nel 1883, a servizio delle persone che, d'estate, occupavano i "baiti" della zona per la fienagione; è rimasta in stato d'abbandono per tutta la prima metà del Novecento, e successivamente restaurata. |
| Chiese sconsacrate, abbandonate o scomparse |         |                                                          |                                                      |                                                                     | |
|                                             |         | Chiesa di San Carlo Borromeo                             | Citata XVIII secolo                                  | Località Masi di Vetriolo 46°01′49.05″N 11°19′46.81″E               | Attestata nel 1737, incorporata in un grande maso (detto "casa rossa"), inizialmente di proprietà di una famiglia benestante di Levico e poi passato a dei contadini della val dei Mocheni; l'intero complesso è in stato di abbandono. |
|                                             |         | Chiesa di San Desiderio                                  | Citata XI secolo                                     | Campiello 46°01′10.47″N 11°21′28.34″E                               | Una cappella sul luogo è attestata già nel 1027, ed è sicuramente antecedente, ma la documentazione a suo riguardo è scarsa. Citata ancora (come chiesa) nel 1585, venne intedetta e sconsacrata verso la fine dell'Ottocento poiché i proprietari non intendevano sistemarla, e quindi adibita ad uso agricolo; di essa non rimane alcuna parte visibile. Il maso era luogo di frontiera tra i principati vescovili di Trento e Feltre, e a tutt'oggi si trova diviso sul confine tra i comuni di Levico Terme e Novaledo (la chiesa ricade interamente nel primo dei due).                                         |
|                                             |         | Chiesa dei Santi Vittore e Corona                        | Citata XIII secolo                                   | Levico Terme 46°00′43.2″N 11°18′04″E                                | Citata per la prima volta nel 1276, sorgeva circa in corrispondenza del sagrato dell'odierna chiesa del Santissimo Redentore; fu ampliata e ristrutturata diverse volte, prima di essere demolita intorno al 1870. |

## Comune di Palù del Fersina
| Esterno | Interno | Nome                            | Periodo storico                               | Ubicazione                                 | Informazioni |
| ------- | ------- | ------------------------------- | --------------------------------------------- | ------------------------------------------ | --- |
|         |         | Chiesa di Santa Maria Maddalena | Citata XV secolo, edificio odierno XVI secolo | Palù del Fersina 46°07′48.6″N 11°20′49.6″E | Parrocchiale. Citata per la prima volta nel 1481 (ma indirettamente anche prima), venne ricostruita nel primo quarto del XVI secolo, e nel 1812 venne aggiunto il campanile. L'intero edificio è stato restaurato tra il 2017 e il 2021. |

## Comune di Pergine Valsugana
| Esterno                        | Interno | Nome                                                                                  | Periodo storico                                   | Ubicazione                                                           | Informazioni |
| ------------------------------ | ------- | ------------------------------------------------------------------------------------- | ------------------------------------------------- | -------------------------------------------------------------------- | --- |
|                                |         | Chiesa di Sant'Anna                                                                   | Citata XVI secolo                                 | Roncogno, piazza di Sant'Anna 46°04′09.5″N 11°12′27.5″E              | Parrocchiale. Citata nel 1506, all'epoca appena costruita o ricostruita; nel 1532 venne aggiunto il campanile. Nel 1899-1901 venne allungata la navata e inserite due cappelle laterali. |
|                                |         | Chiesa di Sant'Antonio                                                                | XX secolo                                         | Masetti di Pergine, via Chiesa 46°03′09.8″N 11°14′52.9″E             | Parrocchiale. Costruita tra il 1913 e il 1930 (i lavori si fermarono durante la prima guerra mondiale, e la struttura, a cui era stato affiancato un ospedale militare, venne adibita a cappella militare). |
|                                |         | Chiesa di Sant'Antonio Abate                                                          | Citata XI secolo, edificio odierno XVIII secolo   | Pergine Valsugana, via Fabio Filzi 46°03′47.3″N 11°14′33.1″E         | Una cappella dedicata forse a sant'Antonio abate, o forse alle Anime, è attestata popolarmente dal 1089; questo primo edificio venne sotterrato da detriti da un'alluvione nel 1490, e pur rimanendo in uso, sopra ad esso venne edificata una nuova chiesa, completata entro il 1497. Nel 1744 venne ceduta ad una confraternita del Santissimo Sacramento, che la fece ricostruire entro il 1746. Nel 1797 la chiesa sotterranea venne murata definitivamente. Durante la seconda guerra mondiale, l'edificio venne adibito a magazzino, e venne ripristinato dopo il conflitto. |
|                                |         | Chiesa di Sant'Antonio Abate                                                          | XVIII secolo                                      | Monte Tenrabi 46°05′17.09″N 11°15′11.59″E                            | Eretta nel 1759, restaurata nel 1910 e ancora nel 1982. |
|                                |         | Chiesa di Sant'Antonio di Padova                                                      | XVIII secolo                                      | Valcanover 46°01′24″N 11°13′42.9″E                                   | Costruita nel 1712-14 per volere di tal Antonio Valcanover; subì alcuni restauri e rimaneggiamenti, tra cui l'aggiunta del campaniletto a vela, nel corso del Novecento. |
|                                |         | Chiesa di San Carlo Borromeo                                                          | Citata XIV secolo, edificio odierno XVIII secolo  | Pergine Valsugana, piazza Santa Maria 46°03′46.6″N 11°14′32.4″E      | La chiesa è citata per la prima volta nel 1329; all'epoca era situata nel cimitero, e dedicata a san Nicola di Bari. Venne ampliata nel 1519, e ricostruita nel 1700-06, occasione in cui cambiò, probabilmente, anche l'intitoltazione. Nel XIX secolo venne convertita in magazzino e poi rimase abbandonata, fino alla ristrutturazione e riapertura al culto nel 1926. |
|                                |         | Chiesa di Santa Caterina                                                              | Citata XV secolo                                  | Località Riposo 46°05′05.3″N 11°14′14.5″E                            | Citata per la prima volta nel 1414; l'aspetto attuale è dovuto ad una ristrutturazione avvenuta nel Seicento, a cui seguì un accorciamento della navata tra il 1750 e il 1775. |
|                                |         | Chiesa di Santa Caterina                                                              | Citata XIV secolo, edificio odierno XX secolo     | Santa Caterina 46°01′04.9″N 11°13′37.2″E                             | Parrocchiale. Citata nel 1330; tra il 1900 e il 1903 la chiesa originale venne sconsacrata e adibita ad abitazione civile, e venne eretta quella nuova. |
|                                |         | Chiesa di San Cristoforo                                                              | Citata XIII secolo, edificio odierno XVII secolo  | San Cristoforo al Lago, El Dos 46°02′19.5″N 11°14′20.6″E             | Documentata dal 1236, secondo la tradizione sorse sul sito di un antico tempio pagano. Venne ricostruita tra il 1696 e il 1703; fu sconsacrata e convertita in abitazione civile dal 1809 fino al 1905-06, data in cui venne restaurata e riaperta al culto. |
|                                |         | Chiesa della Decollazione di San Giovanni Battista                                    | Citata XV secolo, edificio odierno XVIII secolo   | Madrano, via San Giovanni Battista 46°05′06.3″N 11°12′52.1″E         | Parrocchiale. Citata nel 1450, venne ricostruita nel 1765-79 (il campanile venne completato solo nel 1849). |
|                                |         | Chiesa dei Santi Domenico e Rocco                                                     | XVIII secolo                                      | Maso Puller 46°02′09.6″N 11°13′33.9″E                                | Costruita verso il 1750, venne restaurata nel 1855. |
|                                |         | Chiesa di Sant'Elisabetta                                                             | XVII secolo                                       | Pergine Valsugana, piazza Sant'Elisabetta 46°03′38.4″N 11°14′31.3″E  | Costruita nel 1648. Venne chiusa al culto nel 1808, riaperta nel 1852 nonostante fosse in cattivo stato, quindi richiusa nel 1897 e usata per scopi civili. Venne riaperta al culto nel 1926, ma nel 1936 risultava già abbandonata; nel 1970 crollò la cupola, che venne riparata l'anno stesso (ma la chiesa rimase chiusa). Ulteriori lavori di restauro sono seguiti nel 1995-96. |
|                                |         | Chiesa dei Santi Fabiano e Sebastiano                                                 | Citata XV secolo, edificio odierno XVII secolo    | Viarago, via don Giacomo Vinciguerra 46°04′47.7″N 11°15′45″E         | Parrocchiale. Citata nel 1489 subì alcuni rimaneggiamenti fino alla ricostruzione tra il 1691 e il 1727. |
|                                |         | Chiesa di San Floriano                                                                | Citata XVI secolo, edificio odierno XIX secolo    | Susà, piazza San Floriano 46°03′03.7″N 11°13′25.8″E                  | Parrocchiale. Citata come cappella nel 1569, e nel 1590 attestata con dedicazione a santa Barbara (che rimase compatrona fino al XIX secolo). Tra il 1861 e il 1870 venne completamente ricostruita, ad eccezione del campanile; nel 1888 crollò parte della volta, subito riparata. |
|                                |         | Chiesa di San Giorgio                                                                 | Citata XIV secolo                                 | Serso, via Alta 46°04′34.32″N 11°15′02.48″E                          | Citata nel 1394. In origine chiesa più importante di tutta la zona, ora ridotta a chiesa cimiteriale. |
|                                |         | Chiesa di San Giovanni Battista                                                       | Citata XIX secolo, edificio odierno XX secolo     | Canale, via alle Rive 46°02′37.2″N 11°13′33.8″E                      | Citata nel 1826, allora chiesetta privata della famiglia Valdagni, poi passata ai Piva. Nel 1910-12 l'edificio venne ricostruito, e poi ampliato con l'allungamento della navata e l'erezione del campanile nel 1924-25. È stata parrocchiale dal 1956 al 1971 (data di costruzione della chiesa della Natività di Maria), dopodiché venne adibita a teatro fino alla riapertura al culto nel 1987. |
|                                |         | Chiesa di San Giovanni Nepomuceno                                                     | XVIII secolo                                      | Serso, via della Piazzola 46°04′31.1″N 11°15′06.9″E                  | Parrocchiale. Edificata nel 1743; il campanile è stato aggiunto nel 1931-35. |
|                                |         | Chiesa di San Giuseppe                                                                | Fondata XVIII secolo, edificio odierno XIX secolo | Nogaré, via di San Giuseppe 46°06′13.2″N 11°12′42.6″E                | Parrocchiale. Costruita nel 1700, poi riedificata nel 1854-55. |
|                                |         | Chiesa dell'Immacolata                                                                | XIX secolo                                        | Brazzaniga, via dei Pastori 46°04′22.6″N 11°14′23.9″E                | Costruita nel 1881. |
|                                |         | Chiesa della Madonna della Neve                                                       | XVII secolo                                       | Buss 46°05′16.3″N 11°13′32.7″E                                       | Costruita nel 1679; nel 1719 venne aggiunta una cappella laterale, nel 1787 la sagrestia. |
|                                |         | Chiesa della Madonna di Loreto                                                        | Fondata XVIII secolo, edificio odierno XIX secolo | Zivignago, via Madonna di Loreto 46°04′02.8″N 11°15′24.7″E           | Parrocchiale. Una prima chiesa venne costruita nel 1745; venne poi riedificata nel 1848-52. Il campanile venne aggiunto nel 1910-11. |
|                                |         | Chiesa di San Martino                                                                 | Fondata XVII secolo, edificio odierno XX secolo   | Costasavina, piazza San Martino 46°03′28.6″N 11°12′51.1″E            | Parrocchiale. Una prima chiesa, dedicata ai santi Vittore e Corona, sorse tra il 1628 e il 1643; l'intitolazione cambiò in data imprecisata, tra il 1745 e il 1782; nel 1754 venne aggiunto il campanile. La struttura venne ricostruita interamente nel 1932-34. |
|                                |         | Chiesa della Natività di Maria                                                        | XX secolo                                         | Canale, via delle Nazioni Unite 46°02′32.5″N 11°13′44.5″E            | Parrocchiale. Costruita tra il 1969 e il 1971, ad eccezione del campanile che venne aggiunto nel 1987. |
|                                |         | Chiesa della Natività di Maria                                                        | Citata XII secolo, edificio odierno XVI secolo    | Pergine Valsugana, via Giuseppe Garibaldi 46°03′48.3″N 11°14′31″E    | Parrocchiale. Antica chiesa pievana, attestata sin dal 1183. La struttura venne riedificata nella prima metà del XVI secolo (entro il 1565). Ampliamenti e rimaneggiamenti si susseguirono nei secoli successivi: allargamento della sagrestia (1612), rialzamento del presbiterio (1758), rifacimento della facciata in forme neogotiche (1862-65).. |
|                                |         | Chiesa di San Pietro di Alcantara                                                     | XVIII secolo                                      | Vigalzano, via de Moci 46°04′34.9″N 11°13′42.8″E                     | Parrocchiale. Costruita tra il 1765 e il 1768. Nel 1856 venne aggiunta la cantoria. |
|                                |         | Chiesa del Santissimo Redentore, o chiesa dei frati                                   | Fondata XVII secolo, edificio odierno XX secolo   | Pergine Valsugana, piazza San Francesco 46°03′44.1″N 11°14′14.5″E    | Chiesa del convento francescano, costruita tra il 1606 e il 1614 insieme col resto del complesso; una cappella laterale venne aggiunta nel 1651, nel 1658-59 venne rialzato il campanile, e nel 1729 venne inserita un'altra cappella laterale. La chiesa venne ricostruita nel 1906-07. |
|                                |         | Chiesa di San Rocco                                                                   | Citata XVI secolo, edificio odierno XIX secolo    | Canezza, via delle Prede 46°04′43″N 11°16′40″E                       | Parrocchiale. È citata per la prima volta nel 1522; nel 1619, a questa struttura venne aggiunto il campanile. L'edificio venne ricostruito tra il 1832 e il 1864, con l'eccezione del campanile che venne solo rimaneggiato, per poi essere in parte rifatto nel 1890-93. |
|                                |         | Chiesa di San Rocco                                                                   | Fondata XVI secolo, edificio odierno XVII secolo  | Casalino, via della Fontana 46°04′21.6″N 11°13′43.1″E                | Una piccola chiesetta dedicata a san Rocco sorse a Casalino tra il 1570 e il 1580. Questa venne ricostruita tra il 1654 e il 1672; il secondo edificio subì solo modifiche minori e restauri, oltre all'aggiunta della sagrestia nel 1906. |
|                                |         | Chiesa di San Rocco                                                                   | XVII secolo                                       | Pergine Valsugana, via Brenta 46°03′31.36″N 11°14′20.94″E            | Probabilmente eretta nel 1631, come ex voto a san Rocco per aver risparmiato la città dall'epidemia di peste dell'anno precedente. Fu ampliata nel 1685, dopodiché rimase a lungo abbandonata fino ad una serie di restauri nel Novecento. |
|                                |         | Chiesa di Santo Stefano                                                               | Citata XV secolo, edificio odierno XVII secolo    | Ischia, via Alberè 46°01′59.8″N 11°14′52.9″E                         | Parrocchiale. Citata nel 1471, venne riedificata nel 1650 e poi ampliata nel 1843. |
|                                |         | Chiesa della Visitazione di Maria                                                     | XVII secolo                                       | Canzolino, via Villa 46°05′02″N 11°13′17.3″E                         | Costruita tra il 1612 e il 1621 al posto di un'edicola votiva documentata dal 1484. Il campanile venne aggiunto nel 1950-51. |
|                                |         | Chiesa di San Vito, o di San Vito e Santa Lucia                                       | Citata XIV secolo, edificio odierno XVII secolo   | San Vito 46°02′03.4″N 11°13′15.8″E                                   | Parrocchiale. Citata per la prima volta nel 1330, questo edificio venne ricostruito nel 1630; l'aspetto attuale è dovuto ad un radicale ampliamento del 1898. |
|                                |         |                                                                                       | XX secolo                                         | Costasavina, via per Moretta di Sotto 46°03′46.8″N 11°12′35.96″E     | Chiesa di Villa Moretta (ora ospitante un convento e casa di spiritualità delle Sorelle della misericordia), edificata nell'ultimo terzo del Novecento. |
| Cappelle                       |         |                                                                                       |                                                   |                                                                      | |
|                                |         | Cappella dell'Ausiliatrice                                                            | XIX secolo                                        | Serso 46°04′26.14″N 11°14′46.98″E                                    | Cappella di villa Perini, eretta nel 1887. |
|                                |         | Cappella del Crocifisso                                                               | XIX secolo                                        | Canezza, via delle Prede 46°04′42.6″N 11°16′37.3″E                   | Cappella cimiteriale, costruita intorno al 1850. |
|                                |         | Cappella di Maria Madre della Chiesa                                                  | XX secolo                                         | Costasavina, via per Moretta di Sotto 46°03′45.4″N 11°12′33.4″E      | Cappella di Villa Moretta (ora ospitante un convento e casa di spiritualità delle Sorelle della misericordia), eretta nel 1971 recuperando uno stabile prima adibito a scuderia. |
|                                |         | Cappella della Beata Maria Vergine di Caravaggio                                      | XVIII secolo                                      | Guarda 46°05′25″N 11°13′47.1″E                                       | Costruita nel 1742 per volontà di Domenica Targa, la veggente della Madonna di Piné. |
|                                |         | Cappella della Beata Maria Vergine di Caravaggio, o cappella della Madonna Pellegrina | XVII secolo                                       | Viarago, via del Montengian 46°04′45.9″N 11°15′34.6″E                | Costruita nel 1634, è stata restaurata intorno al 1840 e poi ancora nel 1983. |
|                                |         | Cappella di San Rocco                                                                 | XIX secolo                                        | Nogaré, via di San Giuseppe 46°06′14.3″N 11°12′42.6″E                | Costruita nel 1855, a seguito dell'epidemia di colera di quell'anno, al posto di una preesistente edicola votiva. |
|                                |         | Cappella di San Rocco                                                                 | XIX secolo                                        | Zava 46°02′31.9″N 11°15′03.3″E                                       | Costruita dalla comunità locale nel 1855, come ringraziamento per essere scampata all'epidemia di colera di quell'anno. |
|                                |         |                                                                                       | XX secolo                                         | Pergine Valsugana, viale degli Alpini 46°03′51.5″N 11°14′27.6″E      | Cappella cimiteriale, eretta dopo la prima guerra mondiale. |
| Chiese sconsacrate o scomparse |         |                                                                                       |                                                   |                                                                      | |
|                                |         | Cappella di San Giuseppe (o della Madonna, o del Crocifisso)                          | XX secolo                                         | Ex ospedale Villa Rosa, presso Vigalzano 46°04′27.72″N 11°13′09.57″E | Eretta e benedetta nel 1957, durante i lavori di trasformazione dell'allora Villa Giulia nell'ospedale Villa Rosa; nel 2013 l'ospedale è stato trasferito altrove e da allora la Villa (e la cappella con essa) è caduta in degrado ed è stata oggetto di atti vandalici. |
|                                |         | Chiesa di Santa Margherita                                                            | Citata XIV secolo                                 | Pergine Valsugana, piazza Gavazzi, 2 46°03′42.32″N 11°14′15.24″E     | Attestata dal 1374, venne restaurata nel 1758; verso la fine del secolo stava andando in rovina, e venne venduta nel 1788; sconsacrata, venne adattata a filatoio, quindi sopraelevata e trasformata in abitazione, e infine in bar-trattoria. |
|                                |         | Chiesa (o cappella) di San Pietro, o dei Santi Pietro e Bartolomeo                    | Citata XIII secolo                                | Maso San Pietro, nell'area dell'attuale Parco Tre Castagni           | Chiesa del monastero di San Pietro in Waldo (o Valdo). Citata già nel 1245, passò di mano diverse volte e fu per un periodo anche chiesa eremitica, finché nell'Ottocento non venne sconsacrata e convertita in abitazione privata. |

## Comune di Sant'Orsola Terme
| Esterno          | Interno | Nome                                                               | Periodo storico                                | Ubicazione                                          | Informazioni |
| ---------------- | ------- | ------------------------------------------------------------------ | ---------------------------------------------- | --------------------------------------------------- | --- |
|                  |         | Chiesa di San Michele Arcangelo                                    | XIX secolo                                     | Mala 46°05′26″N 11°16′51.3″E                        | Parrocchiale. Edificata nel 1879-82, in sostituzione della preesistente chiesa di San Leonardo. |
|                  |         | Chiesa di Sant'Orsola                                              | Citata XVI secolo, edificio odierno XIX secolo | Sant'Orsola, via Battisti 46°06′24.7″N 11°18′10.7″E | Parrocchiale. Citata nel 1532 (una chiesetta dedicata alle Undicimila vergini, costruita sul monte di Viarago, è documentata già nel 1408). La struttura venne capovolta nel 1600-04, ampliata nel 1782-89, e infine ricostruita nel 1874. |
| Cappelle         |         |                                                                    |                                                |                                                     | |
|                  |         | Cappella (o capitello) della Madonna del Rosario e di Sant'Antonio | XIX secolo                                     | Località Tasini 46°06′03.23″N 11°17′49.39″E         | Costruita nel 1831 per volere di don Antonio Jobstraibizer di Fierozzo, anche per chiedere la protezione da carestie e pestilenze; è stata restaurata nel 2015.                                                                            |
|                  |         | Cappella (o capitello) della Beata Vergine del Carmine             | XVII secolo                                    | Località Agnoletti 46°05′16.57″N 11°16′45.4″E       | Costruita intorno al 1650. |
| Chiese scomparse |         |                                                                    |                                                |                                                     | |
|                  |         | Chiesa di San Leonardo                                             | XVIII secolo                                   | Mala                                                | Costruita tra il 1726 e il 1727, e demolita nel 1901. |

## Comune di Tenna
| Esterno          | Interno | Nome                                               | Periodo storico    | Ubicazione                                           | Informazioni |
| ---------------- | ------- | -------------------------------------------------- | ------------------ | ---------------------------------------------------- | --- |
|                  |         | Chiesa dell'Annunciazione di Maria                 | XVIII secolo       | Tenna, via Alberè 46°00′51.1″N 11°16′00.8″E          | Parrocchiale. Costruita tra il 1764 e il 1775 in sostituzione dell'antica chiesa di San Clemente. Il campanile venne aggiunto nel 1835-37, e nel 1901 vi fu un ampliamento dell'intera struttura, con l'aggiunta delle navate laterali. |
| Cappelle         |         |                                                    |                    |                                                      | |
|                  |         | Cappella della Madonna delle Grazie e di San Rocco | XIX secolo         | Tenna, piazza San Rocco 46°00′47.8″N 11°15′59.2″E    | Costruita nel 1856-57, come ringraziamento per la fine dell'epidemia di colera del 1855. |
|                  |         | Cappella di San Rocco                              | XIX secolo         | Tenna, via per San Valentino 46°00′40.3″N 11°16′03″E | Eretta nel 1855, a seguito dell'epidemia di colera di quello stesso anno. |
| Chiese scomparse |         |                                                    |                    |                                                      | |
|                  |         | Chiesa di San Clemente                             | Citata XVII secolo | Tenna                                                | Antica curaziale, attestata nel 1616. A metà Settecento versava in stato di degrado, e più tardi nel secolo venne sostituita dalla chiesa dell'Annunciazione, sconsacrata e venduta a privati.                                          |

## Comune di Vignola-Falesina
| Esterno  | Interno | Nome                                                                | Periodo storico                                  | Ubicazione                              | Informazioni |
| -------- | ------- | ------------------------------------------------------------------- | ------------------------------------------------ | --------------------------------------- | --- |
|          |         | Chiesa di Sant'Antonio di Padova                                    | XVIII secolo                                     | Falesina 46°04′14.6″N 11°16′36.7″E      | Costruita nel 1708. |
|          |         | Chiesa di San Bartolomeo Apostolo                                   | Fondata XVII secolo, edificio odierno XIX secolo | Vignola 46°02′41.1″N 11°16′33.8″E       | Costruita nel 1636-38, e poi ricostruita nel 1850. |
|          |         | Chiesa di Santa Maria Assunta                                       | XX secolo                                        | Compet 46°02′17.7″N 11°17′54.6″E        | Edificata dai residenti del luogo nel 1971. |
| Cappelle |         |                                                                     |                                                  |                                         | |
|          |         | Cappella di Sant'Antonio di Padova                                  | XX secolo                                        | Compi 46°03′23.73″N 11°17′08.33″E       | Progettata dall'architetto perginese Eduino Maoro nel 1934 per essere edificata accanto alla sua casa di montagna, venne però realizzata solo nel 1952-53, dopo la sua morte; nel 1983 venne benedetta. |
|          |         | Cappella della Beata Maria Vergine del Rosario, o cappella del Doss | XIX secolo                                       | Località Doss 46°03′59.1″N 11°16′02.5″E | Eretta nel 1855, a seguito dell'epidemia di colera di quell'anno. |